# Granny D
Doris „Granny D” Haddock, z domu Rollins (ur. 24 stycznia 1910 w Laconia w stanie New Hampshire, zm. 9 marca 2010 w Dublinie w New Hampshire) – amerykańska działaczka społeczna i polityczna. W sędziwym wieku zyskała rozgłos swoją nietypową aktywnością na rzecz reformy finansowania kampanii wyborczych w Stanach Zjednoczonych – w wieku 90 lat przebyła pieszo przeszło 3 tysiące mil z Kalifornii do Waszyngtonu, wygłaszając setki przemówień i ciesząc się dużym zainteresowaniem mediów. W 2004 była oficjalną kandydatką Partii Demokratycznej w wyborach do Senatu ze stanu New Hampshire.
Urodziła się jako Ethel Doris Rollins w Laconia (New Hampshire). W rodzinnym mieście ukończyła w 1927 szkołę średnią i podjęła naukę w Emerson College w Bostonie. W grudniu 1929 wzięła ślub z Jamesem Haddockiem i niebawem została usunięta ze szkoły, gdyż ówczesne regulaminy nie zezwalały studentom na zawieranie związków małżeńskich. Haddockowie przenieśli się w 1930 do Manchesteru (New Hampshire), gdzie James pracował zarobkowo, a Doris zajmowała się wychowaniem dwojga dzieci – syna Jamesa juniora i córki Elisabeth (zm. 2005). W 1952 Doris Haddock zatrudniła się w fabryce obuwia Bee Bee Shoe w Manchesterze, w której w ciągu dwudziestu lat pracy doszła do stanowiska asystentki dyrektora.
W latach 1960–1962 razem z mężem aktywnie uczestniczyła w akcji protestacyjnej wobec planów fizyka Edwarda Tellera budowy portu na Alasce z wykorzystaniem detonacji bomby wodorowej na dnie morskim. Protesty doprowadziły do decyzji prezydenta Kennedy’ego o odstąpieniu od tych planów i tym samym przyczyniły się do ocalenia wioski rybackiej Inuitów w Point Hope.
W 1972 Haddock przeszła na emeryturę i razem z mężem przeprowadziła się do Dublina (New Hampshire). Uczestniczyła w pracach miejskiej komisji planowania. W 1983 zajęła się opieką nad mężem, u którego zdiagnozowano chorobę Alzheimera. Nie zaniedbywała również spraw społeczności lokalnej, m.in. z powodzeniem protestując w 1985 przeciw budowie autostrady przez Dublin i Harrisville. Owdowiała w 1993.
W latach 90. zainteresowała się bliżej problemem finansowania amerykańskich kampanii wyborczych. W 1995 upadł projekt reformy w tej sprawie, zgłoszony przez dwóch senatorów, republikanina Johna McCaina i demokratę Russa Feingolda, oparty przede wszystkim na wycofaniu z procesu finansowania tzw. miękkich pieniędzy. Były to duże fundusze przekazywane partiom przez korporacje i lobbystów, oficjalnie na promocję programu partyjnego, a w rzeczywistości wykorzystywane w kampaniach wyborczych; problem finansowania kampanii często przewijał się w wyborach amerykańskich, jego reforma była m.in. wśród głównych punktów programu niezależnego kandydata na prezydenta z 1992, Rossa Perota. Doris Haddock dołączyła do zwolenników reformy systemu finansowania kampanii wyborczych i w 1997 podjęła akcję zbierania podpisów pod petycją na rzecz wsparcia projektu McCaina i Feingolda; mimo zgromadzenia przeszło 100 tysięcy podpisów petycja została zignorowana przez przedstawicieli New Hampshire w Izbie Reprezentantów.
W tej sytuacji Haddock zdecydowała się na bardziej spektakularną akcję. Chcąc przekonać Amerykanów do znaczenia problemu, postanowiła przybliżyć go tysiącom rodakom osobiście, potęgując wrażenie przez sposób przekazu: w trakcie pieszego przemarszu przez kilka tysięcy mil. Po rocznych przygotowaniach niespełna 89-letnia Haddock wyruszyła w swoją podróż 1 stycznia 1999, w trakcie tradycyjnej Parady Róż w Pasadenie. Trasa wędrówki wiodła z Kalifornii, przez Arizonę, Nowy Meksyk, Teksas, Arkansas, Tennessee, Kentucky, Ohio, Wirginię Zachodnią, Maryland, Wirginię do Dystryktu Kolumbii (Waszyngtonu). Dziennie Haddock pokonywała około 10 mil, spotykając się mieszkańcami mijanych miejscowości i głosząc przemówienia na temat wagi problemu finansowania kampanii wyborczych i grożących zjawisk korupcyjnych. Jej niezwykła podróż wzbudziła szerokie zainteresowanie mediów i kiedy dotarła do stolicy kraju po 14 miesiącach 29 lutego 2000, witana była przez kilka tysięcy osób, a ostatniego dnia w marszu na Kapitol towarzyszyli jej także członkowie Kongresu.
Marsz Doris Haddock przypominał działalność Mildred Lisette Norman, zapoczątkowaną niemal czterdzieści lat wcześniej; Norman podążała pieszo przez Stany Zjednoczone głosząc idee pacyfistyczne, co przyniosło jej miano „Pielgrzyma Pokoju” (Peace Pilgrim). Wyruszyła również z Pasadeny, również 1 stycznia, ale w 1953, kiedy powszechną uwagę przykuwał problem wojny koreańskiej. Norman wędrowała po Stanach Zjednoczonych przez ponad ćwierć wieku, w lipcu 1981 zginęła w wypadku drogowym w czasie siódmego okrążania kraju.
Po przybyciu do Waszyngtonu Haddock przez kolejne dwa lata nie ustawała w kampanii na rzecz przyjęcia projektu McCaina i Feingolda, organizując demonstracje i marsze; w czasie jednej z demonstracji była aresztowana. Ostatecznie jesienią 2002 doczekała się uchwalenia stosownej ustawy, reformującej amerykański system finansowy kampanii wyborczych. Osiągnięcie celu nie było jedyną nagrodą, jaka przypadła Haddock; sędziwą działaczkę społeczną obdarzano symbolicznymi kluczami do miast (m.in. w Austin i Fort Worth w Teksasie, Birmingham w Alabamie, Davenport w Iowa). Haddock otrzymała również honorowe doktoraty kilku uczelni, w tym tego samego Emerson College w Bostonie, którego nie było jej dane ukończyć przed 80 laty.
Mimo przekroczenia 90. roku życia wciąż pełna energii Haddock zamierzała w 2004 podjąć kolejną kampanię, tym razem na rzecz nakłonienia pracujących kobiet i mniejszości do udziału w wyborach. Na przeszkodzie realizacji tego planu stanęła niespodziewana nominacja Partii Demokratycznej w wyborach do Senatu w New Hampshire. Zaledwie na cztery miesiące przed wyborami dotychczasowy kandydat demokratów, oskarżony o nadużycia finansowe, zrezygnował z ubiegania się o mandat; Haddock przyjęła propozycję zastąpienia go i w wieku 94 lat stanęła do walki o fotel w Senacie z dotychczasowym senatorem republikańskim Juddem Greggiem. Jesienią 2004 Gregg obronił swoją pozycję zdobywając około 66% głosów; Haddock musiała zadowolić się poparciem 34% wyborców, co oznaczało około 222 tysięcy głosów. Kampanii wyborczej Haddock poświęcony został film dokumentalny Marlo Porasa Run Granny Run (produkcja HBO). Doris Haddock należała do najstarszych kandydatów do Senatu z ramienia jednej z dwóch najważniejszych partii amerykańskich w historii; w chwili wyborów była babką ośmiorga wnuków i prababką szesnaściorga prawnuków.
Znana jako „Granny D”, w sierpniu 2004 zarejestrowała sądownie swój przydomek jako oficjalny człon nazwiska.